# Chérie recommençons
Pour plus de détails, voir Fiche technique et Distribution.
Chérie recommençons (Once More, with Feeling!) est un film britannique réalisé par Stanley Donen, sorti en 1960.

## Fiche technique
- Titre original : Once More, with Feeling!
- Titre français : Chérie recommençons
- Réalisation : Stanley Donen
- Scénario : Harry Kurnitz (play et screenplay)
- Costumes : Hubert de Givenchy (Design)
- Photographie : Georges Périnal
- Montage : Jack Harris
- Producteur : Stanley Donen
- Scripte : Lucie Lichtig
- Société(s) de production : Stanley Donen Films
- Société(s) de distribution : Columbia Pictures (États-Unis)
- Pays d’origine :  Royaume-Uni
- Année : 1960
- Langue originale : anglais
- Format : couleur (Technicolor) – 35 mm – 1,37:1 – mono (RCA Recording System)
- Genre : drame, film romantique
- Durée : 92 minutes
- Date de sortie : États-Unis : 11 février 1960 (New York)
- Affiche : Georges Kerfyser (France)

## Distribution
- Yul Brynner (VF : Jacques Dacqmine) : Victor Fabian
- Kay Kendall (VF : Jacqueline Porel) : Dolly Fabian
- Geoffrey Toone (VF : Louis Arbessier) : Dr Richard Hilliard
- Maxwell Shaw  (VF : Michel Roux) : Jascha Gendel / Grisha Gendel
- Mervyn Johns (VF : Camille Guérini) : Mr Wilbur Jr.
- Martin Benson (VF : André Valmy) : Luigi Bardini
- Harry Lockart (VF : Michel Le Royer) : Chester
- Gregory Ratoff (VF : Serge Nadaud) : Maxwell Archer
- Shirley Anne Field : Angela Hopper
- C.S. Stuart (VF : René Bériard) : Manning, le majordome
- Grace Newcombe (VF : Claude Daltys) : Mrs. Wilbur
- Colin Drake (VF : Pierre Leproux) : le docteur
- Mathilde Casadesus (VF : Elle-même) : Mrs. Archer

## Bande originale
- Old Folks at Home (non crédité)
  - Écrit par Stephen Foster
  - First line sung par Dolly Fabian (Kay Kendall)
- Stars and Stripes Forever (non crédité)
  - Composé par John Philip Sousa